# Cuautla, Morelos
Cuautla là một đô thị thuộc bang Morelos, México. Năm 2005, dân số của đô thị này là 160285 người.